# 학산초등학교 봉산분교
학산초등학교 봉산분교는 대한민국 충청북도 영동군 학산면 무가길 120 (황산리)에 있었던 공립 초등학교이다.

## 연혁
- 1944.05.26 학산공립국민학교 봉산분교장 설치, 1학급 편성
- 1945.05.20 봉산공립국민학교 설립인가
- 1945.05.26 봉산공립국민학교 개교, 2학급 편성
- 1950.05.06 제1회 졸업식 거행(67명)
- 1994.02.28 제45회 졸업식(총 2,248명)
- 1994.10.29 병설유치원 설립인가
- 1995.03.01 학산국민학교 봉산분교장 격하
- 1996.03.01 학산초등학교 봉산분교로 개칭
- 1999.09.01 분교장 폐지(학산초등학교 통폐합)